# Tanichthys albonubes

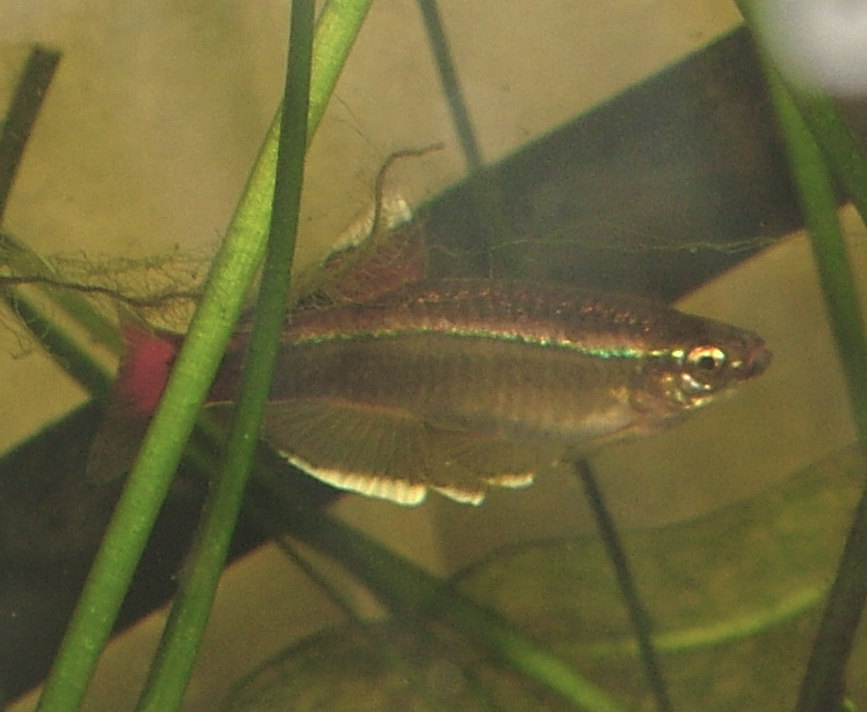
Tanichthys albonubes mostrant les aletes

 Tanichthys albonubes és una espècie de peix cipriniforme de la família dels ciprínids.

## Morfologia
- Els mascles poden assolir 4 cm de longitud total.[5]

## Reproducció
Té lloc diverses vegades a l'any sobre plantes i des del març fins a l'octubre.

## Alimentació
Menja zooplàncton, larves d'insectes aquàtics i detritus.

## Hàbitat
És un peix d'aigua dolça i de clima tropical (18 °C-22 °C).

## Distribució geogràfica
Es troba a Àsia: la Xina (Guangdong i Hainan) i el Vietnam. Va esdevindre extint a Hong Kong.